# カンボジア・バイヨン航空
カンボジア・バイヨン航空 (អាកាសចរណ៍ កម្ពុជា បាយ័ន/បាយ័នអ៊ែរឡាញ) は、カンボジアの首都、プノンペンに本拠地を構える航空会社であった。

## 沿革
2014年4月、幸福航空と中国航空工業集団公司のカンボジアへの出資によって設立された。
同年8月21日、政府の許可が下り、運航を開始した。12月には1機目の航空機を受領し、MA60でプノンペン国際空港とシェムリアップ国際空港との間に定期便を開設した。
2015年7月には初の国際線となるホーチミンシティ線を開設した。

## 定期便就航都市
- カンボジア
  - プノンペン（プノンペン国際空港)
  - シェムリアップ(シェムリアップ国際空港)
  - シアヌークビル(シアヌークビル国際空港）

2016年10月現在

## 機材
- 西安飛機 MA60 2機 (19機発注中)